# Monte La Cerasa
Il monte La Cerasa è un rilievo dei Monti Reatini che si trova nel Lazio, nella Rieti, nel comune di Posta.